# Psichotoe duvauceli
Psichotoe duvauceli là một loài bướm đêm thuộc phân họ Arctiinae, họ Erebidae.